# Ментаты Дюны
Ментаты Дюны (англ. Mentats of Dune) — научно-фантастический роман Брайана Герберта и Кевина Джея Андерсона, который вышел в свет в 2014 году. Произведение относится к серии романов о вселенной Дюны, созданной Фрэнком Гербертом. Это вторая книга в приквел-трилогии «Великие школы Дюны», являющейся, в свою очередь, продолжением (сиквелом) трилогии «Легенды Дюны». В романе описываются события, произошедшие почти век спустя после событий, описываемых в романе «Дюна: Битва за Коррин». Роман продолжает повествовать о начальном этапе развития таких организаций, как Орден Бене Гессерит, ментаты, Сукская школа и Космическая гильдия, которым угрожают антитехнологические силы, взявшие власть в свои руки после Батлеринского джихада. Трилогия «Великие школы Дюны», впервые упомянутая Андерсоном в его блоге в 2010 году, повествует о ранних годах истории развития этих организаций, которые фигурируют в оригинальном романе «Дюна».